# The Notorious Lone Wolf
«Пресловутый Одинокий волк» (англ. The Notorious Lone Wolf) — детективная комедия режиссёра Д. Росса Ледермана, которая вышла на экраны в 1946 году.
Это двенадцатый фильм киноцикла студии Columbia Pictures о бывшем воре драгоценностей и детективе-любителе Майкле Лэнъярде по прозвищу Одинокий волк, роль которого впервые сыграл Джеральд Мор. В этом фильме Майкл Лэнъярд после 4-летней службы в армии во время Второй мировой войны возвращается в Нью-Йорк, и ему не терпится увидеться со своей роскошной невестой Карлой Винтер (Дженис Картер). Оказавшись вскоре в ночном клубе, Майкл становится свидетелем убийства танцовщицы, связанного с кражей ценного сапфира Шалимар, который принадлежит индийскому принцу. Поскольку Майкл сразу же попадает под подозрение полиции, он вынужден бежать и начать собственное расследование. Он выходит на ювелира Уиллрайта (Иэн Волф) и управляющего клубом Стонли (Дон Беддоу), которые выкрали сапфир и пытались продать его принцу. После убийства метрдотеля клуба, работающего на Стонли, Майкл решает взять дело в свои руки. Он связывает и запирает принца и его адъютанта в квартире Карлы, после чего вместе с камердинером Джеймисоном (Эрик Блор), выдавая себя за высоких индийских гостей, они приходят к Уиллрайту, где Майкл разоблачает преступную группу и возвращает сапфир.
Как после выхода на экраны, так и в наше время критики невысоко оценили картину как добротно проработанную, но шаблонную и в целом слабую.

## Сюжет
После четырёхлетней службы в армии светский денди и детектив-любитель Майкл Лэньярд, известный как Одинокий волк (Джеральд Мор), возвращается из Великобритании в Нью-Йорк, где в аэропорту его встречает верный камердинер Джеймсон (Эрик Блор). За прибытием Майкла наблюдают инспектор Крейн (Уильям Б. Дэвидсон) и детектив Джонс (Эдди Экафф), которые подозревают, что он так и не исправился, оставшись похитителем драгоценностей. По выходе из аэропорта Майкл сразу же планирует навестить свою возлюбленную Карлу Винтер (Дженис Картер). Надев вечерний костюм, Майкл приезжает к Карле в её шикарную квартиру на Пятой авеню. Они пытаются уединиться и придаться любви, однако им постоянно мешает назойливая служанка Ольга (Эдит Эвансон). Когда они наконец избавляются от служанки, в дверь звонит инспектор Крейн, которого сопровождает Джеймисон. Крейн показывает газетную статью о краже из музея самого дорогого в мире сапфира Шалимар, и напоминает, что сегодня по пути из аэропорта Майкл заехал к ювелиру, чтобы поинтересоваться самыми дорогами сапфирами. Майкл легко объясняет инспектору, что у него не было времени для совершения этой кражи, после чего Крейн уходит, а следом уезжает и Джеймисон. Когда Майкл и Карла наконец погружаются в атмосферу романтического вечера, неожиданно появляется её сестра Рита Хейл (Адель Робертс), которая сбежала от мужа и просит приютить её на ночь. Её муж Дик заявил, что любит другую, и потребовал, чтобы Рита ушла. Новой избранницей Дика стала танцовщица Лили, которая выступает в популярном ночном клубе Marquee. Рита и Карла просят Майкла, которого Дик уважает, поговорить с ним и наставить на путь истинный. После некоторых уговоров Майкл соглашается. Он приезжает в клуб Marquee, подсаживаясь за столик к Дику (Марк Робертс), где заводит разговор о Рите и Лили.
Тем временем в офисе клуба его хозяин Стонли (Дон Беддоу), который завладел Шалимаром, сообщает по телефону Уиллрайту (Иэн Волф), что установил контакт с принцем и ожидает его появления в клубе. Затем он поручает своему помощнику Харви Бомонту (Питер Уитни) передать принцу записку. В момент выступления Лили (Вирджиния Хантер) в зал заходят принц Рапура (Олаф Хиттен) со своим доверенным сопровождающим Лалом Барой (Джон Эббот). Крейн, который также приехал в клуб, отзывает Лала для разговора. Лал говорит инспектору, что некто позвонил им в гостиничный номер и пригласил в этот клуб. Далее он просит инспектора не вмешиваться в это дело, говоря, что единственной их целью является вернуть Шалимар. Крейн обращает внимание Лала на сидящего за столиком Майкла, который может быть связан с этим делом. Лал просит Крейна пока ничего не предпринимать и докладывает принцу. Заметив в зале Крейна и Майкла, Стонли просит помощника пока не передавать записку принцу. Во время танца в руках у Лили оказывается сапфир, который она помещает в свой головной убор. После завершения её выступления Дик направляется за кулисы к Лоле, и Майкл идёт вместе с ним. Следом туда же направляются Стонли с помощником. Пока Дик и Майкл идут по коридору, раздаётся выстрел. Они заходят в гримёрку к Лили, где видят, что она застрелена, рядом лежит пистолет, а окно на улицу распахнуто настежь. Следом заходит Стонли с пистолетом, который поручает своему помощнику немедленно привести сюда Крейна. Майкл замечает, что из головного убора Лили пропал сапфир, и когда Стонли подходит, чтобы проверить это, Майкл бьёт его, после чего вместе с Диком скрывается через окно. Узнав о случившемся, Крейн просит принца и Лала немедленно уехать, чтобы не попасть в скандал, а сам направляется в гримёрку, откуда звонит в участок, объявляя в розыск Майкла.
Принц и Лал уезжают от клуба в своём лимузине, за рулём которого оказывается Майкл. После того, как Майкл останавливается и представляется, Лал спрашивает, не у него ли Шалимар. Майкл в ответ заявляет, что готов помочь им вернуть камень, после чего приводит принца и Лала на квартиру Карлы. Он представляет ей принца Рапура и Лала, после чего излагает им план возвращения Шалимара. Лал отвечает, что инспектор Крейн рекомендовал им не иметь с Майклом Лэнъярдом никаких дел. Когда он просит немедленно отвезти их в гостиницу, Майкл достаёт пистолет и просит их присесть в кресла. Затем приехавший Джеймисон по указанию Майкла связывает их. Переодевшись Рапуром и Лалом, Джеймисон и Майкл приезжают в их номер и заказывают чай. В холле гостиницы инспектор Крейн встречает шофёра принца Рапура, который сообщает, что около клуба Marquee кто-то огрел его по голове и угнал его машину. Тем временем Майкл от имени Лала звонит ювелиру Адаму Уиллрайту, предлагая выкупить у него Шалимар за 150 тысяч долларов. Узнав, что они остались в стороне, Стонли с помощником решают сорвать Майклу сделку. Они садятся в холле гостиницы и следят за подъехавшим Уиллрайтом, который приходит на встречу с Майклом и Джеймисоном, полагая, что это принц и его помощник. Уиллрайт представляется уважаемым ювелиром с Бродвея, после чего предлагает выступить в качестве посредника и вернуть за вознаграждение похищенный камень его законным владельцам. С ним связывались анонимно, и потому Уиллрайт не может сказать имя своего клиента. Так как Майкл отказывается платить ему, Уиллрайт обещает вернуться снова через несколько часов. Когда он выходит в коридор, за него набрасывается Бомонт. Пока Майкл и Джеймисон беседуют в номере, они слышат звук выстрела, который раздаётся прямо за дверью. Когда Майкл открывает дурь, на него падает застреленный Бомонт. Майкл поручает Джеймисону срочно избавиться от тела, и тот пытается спрятать Бомонта в откидывающуюся кровать, а затем прячет его в душ. Тем временем Майкл звонит Карле с просьбой немедленно освободить принца Рапура и Лала. В этот момент раздаётся стук в дверь, и появляется управляющий гостиницы с предложением к принцу переехать в новый шикарный люкс. Майкл соглашается на переезд, но просит совершить переселение в тот момент, когда они уедут в город. Когда Майкл и Джеймисон всё ещё в гриме выезжают в город, Стонли едет вслед за ними. Тем временем инспектора Крейна вызывают в гостиничный номер Рапура и Лала, где управляющий гостиницей обнаружил труп. Управляющий убеждён, что Рапура и Лал были в номере в момент убийства этого человека. Вскоре в номер заходят настоящие Рапур и Лал, которых Крейн и собирается допросить.
Тем временем Майкл и Джеймисон в индийских ксотюмах подъезжают к клубу Marquee, где к ним подходит Стонли, приглашая пройти в его кабинет. Майкл рассказывает, что сначала в номер к ним позвонили и предложили приехать в клуб, чтобы получить информацию о том, как связаться с ворами. Затем неизвестный навестил их в гостинице и предложил свои услуги в качестве посредника при возвращении камня, за что попросил 150 тысяч долларов. Сразу после его выхода из номера раздался выстрел, и они предположили, что стрелял их гость. Стонли с удивлением понимает, что Бомонта застрелили. Майкл дальше говорит, что убийство Бомонта их не касается, и что они же пришли за Шалимаром и ждут от Стонли его предложение. Тот отвечает, что не занимается такими делами и даёт адрес на Пятой авеню мистера Уиллрайта, который знает о сапфирах больше любого в этом городе. Хотя у него совершенно легальный бизнес, он может знать и о нелегальных операциях, которые проходят в городе.
Когда они выходят из комнаты, Стонли куда-то срочно звонит. Когда они остаются вдвоём, Майкл прячет под индийским кафтаном Джеймисона рацию, включает её и объясняет, как ей пользоваться. А трость, которую Джеймисон держит в руках, будет служить антенной. Тем временем Крейн приходит к Карле, арестовывая её как соучастницу преступления за то, что в её квартире насильственно удерживались связанными двое иностранцев.
Майкл и Джеймисон под видом Рапура и Лала приезжают в шикарный ювелирный магазин Уиллрайта на Пятой авеню. В его кабинете Майкл-Лал рассказывает, что сразу после ухода Уиллрайта в их номер ввалился труп убитого. Далее он рассказывает, что полиция установила, что убитый был метрдотелем клуба Marquee, куда их направили за информацией о Шалимаре. Далее Майкл-Лал говорит, что если Уиллрайт готов предъявить Шалимар или «камень, полностью идентичный ему», он готов расплатиться прямо сейчас наличными. При этом обе стороны должны быть уверены, что все пройдёт абсолютно конфиденциально и не получит никакой публичной огласки. Уиллрайт достаёт из сейфа и показывает камень, который ничем не отличается от Шалимара. Джеймисмон-Рапур включает рацию в режиме трансляции на полицейской волне, и Крейн, который едет в машине с Карлой, слышит, как Майкл говорит, что только что получил от Уиллрайта камень, который ничем не отличается от Шалимара. Крейн меняет маршрут и немедленно едет в ювелирный магазин. Далее Майкл говорит на рацию, что Уиллрайт отказывается сказать, как к нему попал Шелимар, но готов продать нам его немедленно за 150 тысяч долларов. В этот момент в кабинет ювелира заходит Стонли, и Майкл-Лал подтверждает, что это он направил их сюда. Майкл обманом заставляет Стонли сказать на рацию, что они вымогают деньги за украденный камень. В этот момент ногу Джеймисона-Рапура щекочет забежавшая мышь, и тот случайно переключает рацию на приём. Все в кабинете слышат трансляцию на полицейской волне о приближении Крейна к ювелирному магазину. Стонли обнаруживает рацию, после чего срывает с Лала бороду, понимая, что имеет дело с Одиноким волком. Он отбирает от Майкла коробку с сапфиром и собирается бежать. Когда он выходит из комнаты, Майкл разбивает устройство сигнализации, и всё помещение мгновенно наполняется слезоточивым газом. Подъехавшая полиция во главе с Крейном задерживает всех, кто выходит из ювелирного магазина.
Шалимар возвращают принцу Рапура, который благодарит полицию за работу. Газеты также сообщают, что Уиллрайт сознался в убийстве танцовщицы Лили и метрдотеля Бомонта из клуба Marquee. Дик благодарит Майкла за то, что тот помог ему восстановить отношения с женой Ритой, которую он увозит из квартиры Карлы домой. Когда Майкл и Карла наконец остаются наедине, опять появляется домработница Ольга, которую они в шутку собираются потравить слезоточивым газом. Но тут же появляется и инспектор Крейн, который сообщает, что принц Рапура и Лал отказались выдвигать обвинения против Майкла в незаконном удержании, и этим утром отплыли на родину вместе с Шалимаром. Джеймисон также передаёт благодарственное письмо от принца с чеком на 25 тысяч долларов. Не зная, как избавиться от слуг, Майкл даёт им денег, чтобы они сходили вместе в кино на сдвоенный сеанс, а затем вместе поужинали, после чего занялись бы ещё чем-нибудь. Когда Майкл и Карла рассчитывают, что наконец от всех избавились, звучит пожарная сирена, и в квартиру врываются пожарные.

## В ролях
- Джеральд Мор — Майкл Лэнъярд / Одинокий волк
- Дженис Картер — Карла Винтер
- Эрик Блор — Джеймисон
- Джон Эбботт — Лал Бара
- Уильям Б. Дэвидсон — инспектор Крейн
- Дон Беддоу — Стонли
- Адель Робертс — Рита Хейл
- Марк Робертс — Дик Хейл
- Питер Уитни — Харви Бомонт
- Иэн Волф — Адам Уиллрайт
- Эдит Эвансон — Ольга, служанка Карлы
- Олаф Хиттен — принц Рапура
- Вирджиния Хантер — Лили, танцовщица в ночном клубе
- Джон Тиррелл — Пьер, шофёр
- Эдди Экафф — детектив Джонс
- Эдди Чандлер — гостиничный детектив

## Создатели фильма и исполнители главных ролей
Режиссер Д. Росс Ледерман за свою карьеру поставил 84 фильма, среди которых «Одинокий волк в Мексике» (1947), детективы о Бостонском Блэки — «Призрачный вор» и «Бостонский Блэки и закон» (оба — 1946), а также фильмы нуар «Тени на ступенях» (1941), «Ключевой свидетель» (1947) и «Возвращение Свистуна» (1948).
Ранее Джеральд Мор сыграл роль второго плана в девятом фильме цикла об Одиноком волке под названием «Одна опасная ночь» (1942). В дальнейшем он исполнил роль Майкла Лэнъярда ещё в двух фильмах — «Одинокий волк в Мексике» (1947) и «Одинокий волк в Лондоне» (1947). Он также сыграл в таких фильмах нуар, как «Гильда» (1946), «Девушка под прикрытием» (1950), «Выследить человека» (1950), «Детективная история» (1951) и «Снайпер» (1952).
Дженис Картер известна по исполнению главных ролей в таких криминальных фильмах категории В, как «Метка Свистуна» (1944), «Пропавший присяжный» (1944), «Одной таинственной ночью» (1944), «Сила Свистуна» (1945), «Ночной редактор» (1946) и «Подставленный».

## История создания фильма
В 1943 году после выхода фильма «Паспорт в Суэц» (1943) актёр Уоррен Уильям, сыгравший Одинокого волка в девяти фильмах цикла 1939—1943 годов, из-за болезни решил отказаться от этой роли.
В 1945 году этим фильмом компания Columbia Pictures возобновила съёмки киносериала об Одиноком волке, пригласив на главную роль Джеральда Мора, для которого это было первое появление в роли Майкла Лэнъярда.
Как и в предыдущих фильмах сериала, Эрик Блор вновь сыграл Джеймисона, верного камердинера Лэнъярда.
Рабочее название этого фильма — «Одинокий волк на Бродвее» (англ. The Lone Wolf on Broadway).
Фильм находился в производстве с 22 октября по 5 ноября 1945 года и вышел на экраны 14 февраля 1946 года.
По словам историка кино Джина Боттнера, «любовная сцена с поцелуями между персонажами Картер и Мора была описана как „дерзкая“ для того времени, когда она снималась».

## Оценка фильма критикой
После выхода картины рецензент журнала Variety высоко оценил «отточенную проработку рутинного материала» в фильме, а также игру «способного актёрского состава».
С другой стороны, Джин Блоттнер в своей книге 2012 года «Киносериалы Columbia Pictures, 1926—1955: годы Гарри Кона» выразил разочарование актёрским мастерством большинства исполнителей. Он также написал, что комедийные моменты в фильме «неуклюжи и вымучены», а сам фильм представляет собой лишь «слабенькую попытку возобновить сериал об Одиноком волке»
Современный историк кино Деннис Шварц отметил «быстрое развитие событий» в картине, хотя в целом, по его мнению, она «не приводит в восторг».